# Meridiano 47 W
O meridiano 47 W é um meridiano que, partindo do Polo Norte, atravessa o Oceano Ártico, Groenlândia, Oceano Atlântico, América do Sul, Oceano Atlântico, Oceano Antártico, Antártida e chega ao Polo Sul. Forma um círculo máximo com o Meridiano 133 E.
Começando no Polo Norte, o meridiano 47 Oeste tem os seguintes cruzamentos:
| País, território ou mar | Notas |
| ----------------------- | --- |
| Oceano Ártico           | |
| Mar de Lincoln          | |
| Gronelândia             | Ilha Elison                                                                                                 |
| Oceano Ártico           | |
| Gronelândia             | Ilha Nares Land                                                                                             |
| Fiorde Victoria         | |
| Gronelândia             | |
| Oceano Atlântico        | |
| Brasil                  | Pará Maranhão Tocantins Maranhão Tocantins Goiás Minas Gerais São Paulo                                     |
| Oceano Atlântico        | |
| Oceano Antártico        | |
| Antártida               | Território reivindicado pela Argentina (Antártida Argentina) e Reino Unido (Território Antártico Britânico) |